# قاراداغلی، خاچماز
قره‌داغ‌لی (به لاتین: Qaradağlı) روستایی است در شهرستان خاچماز در جمهوری آذربایجان.